# Alison Eastwood

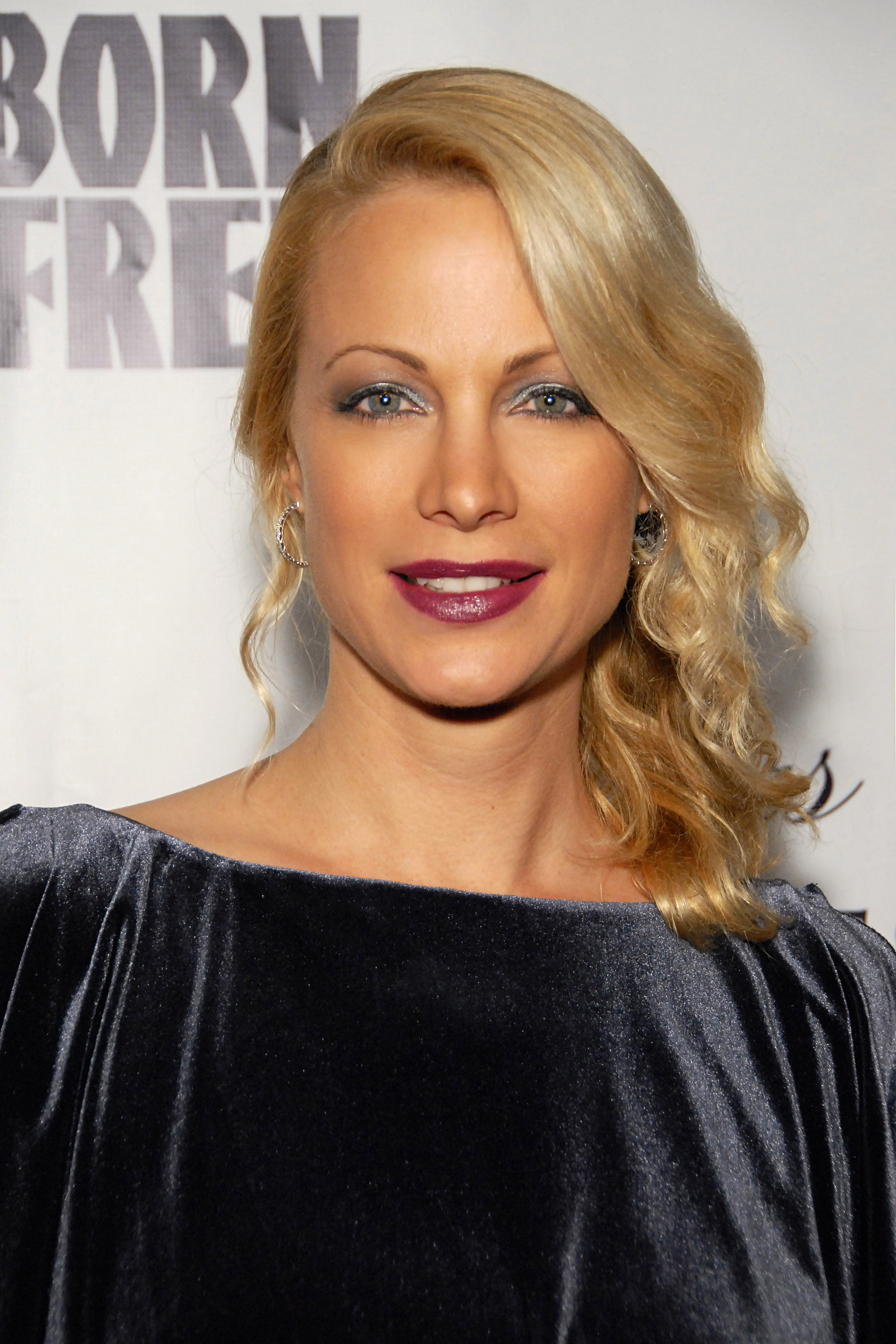
Alison Eastwood (2012)

Alison Eastwood (* 22. Mai 1972 in Carmel-by-the-Sea, Kalifornien) ist eine US-amerikanische Schauspielerin, Regisseurin und Fotomodell.

## Leben

### Kindheit und Jugend
Alison Eastwood ist eine Tochter von Clint Eastwood und seiner Ehefrau Maggie Johnson. Im Jahr 1990 zog sie nach Santa Barbara (Kalifornien), um an der University of California, Santa Barbara zu studieren, verließ die Universität jedoch ohne Abschluss.

### Filmkarriere
Alison Eastwood debütierte in einer kleinen Nebenrolle im Abenteuerfilm Bronco Billy (1980), in dem ihr Vater die Hauptrolle übernahm. Im Thriller Der Wolf hetzt die Meute (1984) spielte sie die Rolle von Amanda Block, der Tochter des Polizisten Wes Block, den Clint Eastwood spielte. Für diese Rolle wurde sie im Jahr 1985 für den Young Artist Award nominiert. Nach einer Nebenrolle als Studentin an der Seite ihres Vaters im Thriller Absolute Power (1997) spielte sie im Filmdrama Mitternacht im Garten von Gut und Böse (1997) neben John Cusack, Kevin Spacey und Jude Law eine der größeren Rollen. In der Komödie Männer ticken anders (1999) übernahm sie eine der Hauptrollen. 2012 beendete sie ihre Schauspielkarriere, ist jedoch ab und an in Nebenrollen zu sehen. 2018 spielte sie im Film The Mule die Tochter des Protagonisten, den ihr Vater darstellt.
2007 war sie Regisseurin des Films Aufbruch in ein neues Leben mit Kevin Bacon und Marcia Gay Harden in den Hauptrollen. Mit Battlecreek drehte sie 2017 einen weiteren Film. Die Hauptrolle dort übernahm Bill Skarsgård. Für den Fernsehsender Nat Geo Wild produzierte sie die Dokuserie Animal Intervention.

### Weiteres
Neben ihrer Filmkarriere war sie auch als Model zu sehen. Bilder von Eastwood erschienen in der Februarausgabe 2003 des Playboy. Sie posierte ebenfalls für Modezeitschriften wie Vogue. Sie hat außerdem ihre eigene Kleidermarke Eastwood Ranch Apparel.
Sie engagiert sich für Tierrechte und ist Sprecherin für Marine Animal Rescue of Los Angeles. 2012 gründete sie die Eastwood Ranch Foundation, die neue Heime für misshandelte Haustiere sucht. Für ihre Arbeit wurde sie 2016 mit dem Pet Hero Award for Animal Advocate of the Year ausgezeichnet. Später folgte die Website FosterFurkids, die als Netzwerk für Tierheime und potentiell aufnehmende Halter dient.
Sie ist mit dem Kettensägenkünstler und Reality-TV-Star Stacy Poitras verheiratet.

## Filmografie (Auswahl)

### Als Schauspielerin
- 1980: Bronco Billy
- 1984: Der Wolf hetzt die Meute (Tightrope)
- 1997: Absolute Power
- 1997: Mitternacht im Garten von Gut und Böse (Midnight in the Garden of Good and Evil)
- 1999: Breakfast of Champions – Frühstück für Helden (Breakfast of Champions)
- 1999: Friends & Lovers
- 1999: Männer ticken anders (Just a Little Harmless Sex)
- 1999: Black & White – Gefährlicher Verdacht (Black and White)
- 2000: Ein Apartment zum Verlieben (If You Only Knew)
- 2002: Poolhall Junkies
- 2002: Fusion Factor – Wenn Macht zur tödlichen Gefahr wird (Power Play)
- 2004: Das fremde Gesicht (I'll Be Seeing You, Fernsehfilm)
- 2004: They Are Among Us (Fernsehfilm)
- 2004: Saat des Bösen (Dark Colony)
- 2005: Don't Tell
- 2005: The Lost Angel
- 2006: Lesser Evil (Fernsehfilm)
- 2006: How to Go Out on a Date in Queens
- 2006: Waitin' to Live
- 2010: Once Fallen – Einer wird verlieren (Once Fallen)
- 2013: Shadow People (The Door)
- 2014: Finding Harmony
- 2014: Cru
- 2018: The Mule

### Als Regisseurin
- 2007: Aufbruch in ein neues Leben (Rails & Ties)
- 2017: Battlecreek